# Svetlana Pankratova
Svetlana Pankratova (tiếng Nga: Светлана Панкратова) là một vận động viên - huấn luyện viên bóng rổ người Nga, được biết đến nhiều nhất với danh hiệu người phụ nữ có đôi chân dài nhất thế giới (132 cm, hơn gấp đôi chiều cao của Chandra Bahadur Dangi, người đàn ông Nepal hiện mệnh danh là người đàn ông lùn nhất thế giới), được ghi nhận năm 2003 và công nhận năm 2009 bởi Sách Kỷ lục Guinness.

## Tiểu sử
Svetlana Pankratova sinh ngày 29/4/1971 tại Volgograd, Nga. Chiều cao của cô đã sớm xuất hiện từ lứa tuổi mẫu giáo. Trẻ con thường trêu chọc chiều cao của cô. Mẹ cô cũng rất khó khăn trong việc mua sắm quần áo phù hợp với chiều cao của con gái. Cô khởi đầu thể thao với môn bơi, nhưng chẳng bao lâu sau huấn luyện viên bóng rổ đã nhận thấy ưu điểm của cô và khuyên cô chuyển sang môn thể thao mới.
Sau khi tốt nghiệp trung học, Svetlana Pankratova tiếp tục chơi bóng rổ ở Nga 1 năm, sau đó chuyển sang chơi cho đại học Thịnh vượng chung Virginia ở Mỹ từ 1992 đến 1995. Chính trong thời gian này, cô đã gặp chồng tương lai là Jack Gosnell, người đã từng làm luật sư tại Sankt-Peterburg. Sau khi tốt nghiệp đại học Virginia năm 1997, cố bắt đầu chơi bóng rổ ở các nước Bồ Đào Nha, Israel, và Tây Ban Nha cho đến khi nghỉ thi đấu năm 2000.
Khoảng thời gian tại Tây Ban Nha, cô làm đại lý bất động sản.
Sau nhiều năm mất liên lạc, Svetlana Pankratova đã kết nối lại với Jack Gosnell thông qua internet và cô đã quay lại Mỹ cuối năm 2010. Họ kết hôn tháng 8 năm 2011. LaBryan Thomas, huấn luyện viên trưởng của đội tuyển nữ trung học George Mason đã mời cô làm trợ lý huấn luyện viên từ 2010.

## Xem thêm

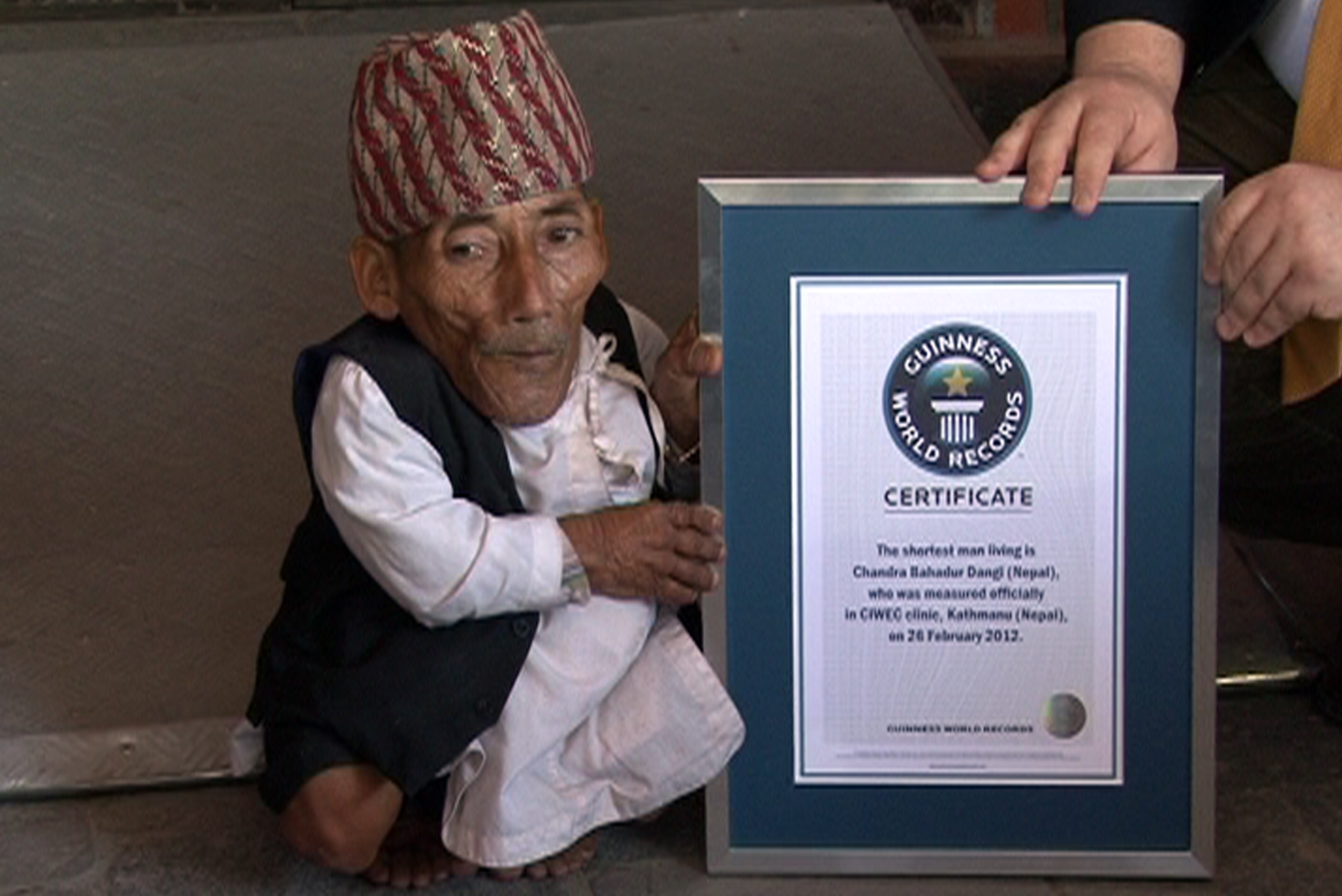
Chandra Bahadur Dangi

## Kỷ lục
Năm 2002, một cô bạn của Svetlana Pankratova đọc thấy một bài báo nói về một phụ nữ người Anh tuyên bố có cặp chân dài nhất nữ giới. Cô bạn đã cho Svetlana xem bài báo và ý kiến rằng Svetlana mới là người phụ nữ có đôi chân dài nhất. Svetlana đã liên hệ với sách kỷ lục Guinness và đưa các bằng chứng số liệu. Guinness đã tiến hành lấy số liệu chiều dài chân của Svetlana tại Tây Ban Nha tháng 7 năm 2003. Sau 6 năm, Guinness đã công nhận đôi chân dài 132 cm của cô là đôi chân dài nhất nữ giới tính đến thời điểm đó được xác nhận. Cô đã thực hiện một tour du lịch ở Mỹ và Anh để quảng bá cho phiên bản in năm 2009 này của Guinness. Cùng tham dự với cô trong chuyến đi này có Hà Bình Bình, người đàn ông nhỏ bé nhất thế giới năm 2008.